# Monnina polystachya
Monnina polystachya är en jungfrulinsväxtart som beskrevs av Hipólito Ruiz López och Pav.. Monnina polystachya ingår i släktet Monnina och familjen jungfrulinsväxter. Inga underarter finns listade i Catalogue of Life.